# Vignettage
Le vignettage, ou vignetage, est l'assombrissement de la périphérie (coins sombres) d'une photographie provoqué soit par une insuffisance de l'objectif photographique, soit par l'utilisation d'un objectif dont le cercle-image ne couvre pas totalement le format du film ou tout simplement par un pare-soleil ou un filtre mal adapté à la longueur focale de l'objectif.

## Étymologie
Le terme « vignettage » vient de vignette, mot désignant un encadré, habituellement décoratif et de couleur noire, destiné à mettre en valeur le contenu textuel ou graphique d'un document. Ces motifs étaient souvent inspirés de frondaisons végétales, et en particulier de pampres ou de ceps de vigne, d'où l'origine du mot « vignette ».

## Description

### Assombrissement à la périphérie

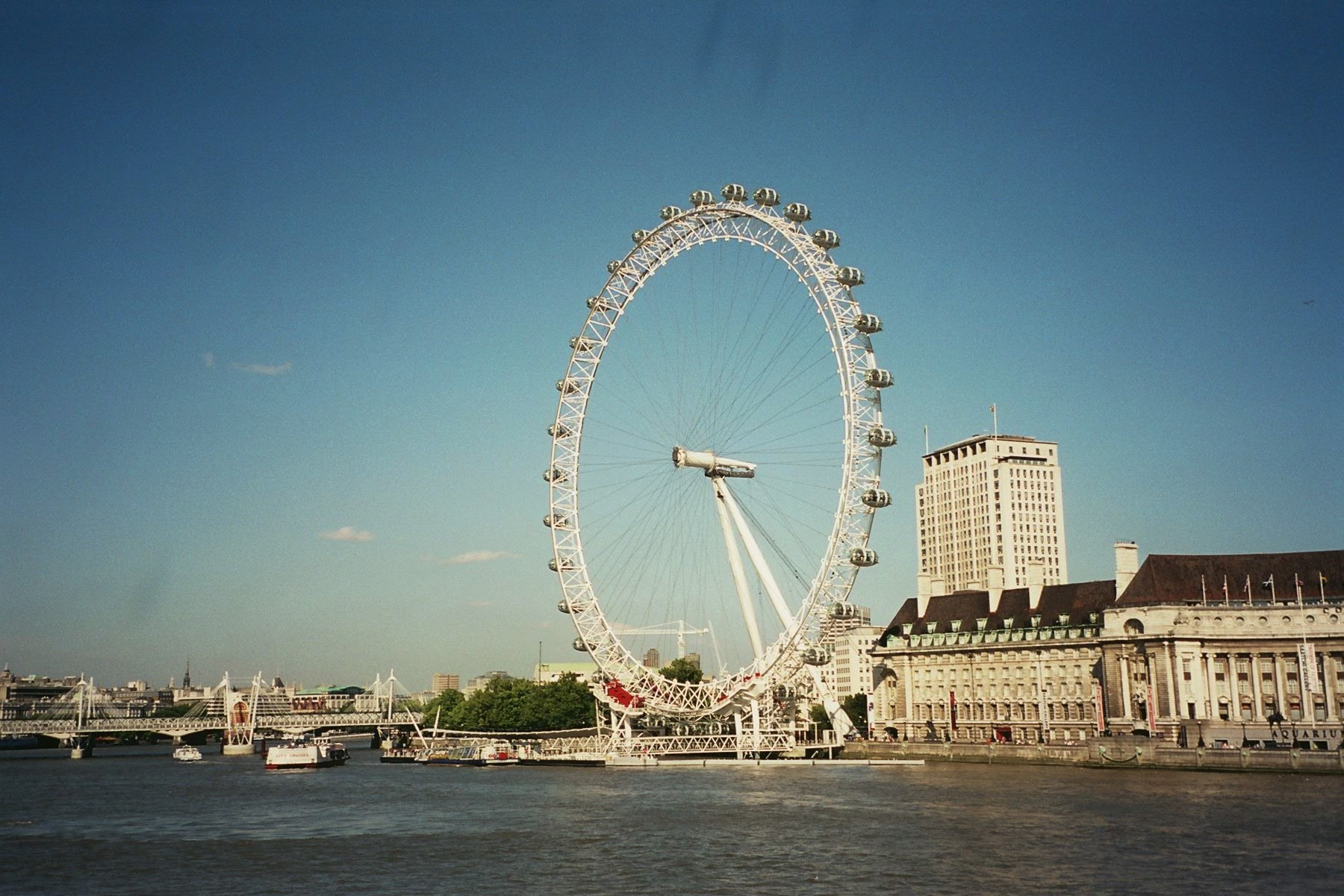
Le fond du ciel montre l'assombrissement normal de l'image loin de l'axe optique, sans vignettage, quand on s'éloigne du centre.

Les rayons lumineux obliques éclairent moins que ceux qui arrivent perpendiculairement à une surface. Dans un appareil photographique, c'est le cas de ceux qui, venant de l'objectif, arrivent à la périphérie de l'image. Celle-ci est donc nécessairement moins exposée que la partie centrale. La transition est très progressive : la loi de décroissance est cos4 de l'angle par rapport à l'axe optique. La construction rétrofocus des objectifs grand angle limite cet effet, qu'il faut distinguer du vignettage. Le vignettage vient de l'interposition d'un objet opaque dans le flux lumineux qui forme l'image, ailleurs qu'au centre optique.
L'assombrissement de l'image à la périphérie est particulièrement visible sur un fond uniforme. Il se mesure en IL (Indice de lumination) : la valeur indiquée est la différence en IL entre la quantité de lumière reçue par les bords et celle reçue au centre. Elle peut être insensible (inférieur à 0,1 IL), visible (à partir de 0,3 IL) à gênante (1 IL et +)[réf. souhaitée]. Les objectifs grand angle et les zooms souffrent le plus de ce défaut[réf. souhaitée]. Elle s'observe surtout à pleine ouverture du diaphragme. Il suffit généralement de fermer ce dernier d'un cran ou deux pour rendre insensible cet effet[réf. souhaitée].
Un appareil photographique numérique peut corriger cet affaiblissement, en appliquant aux données brutes du capteur un correctif calculé à partir des caractéristiques de l'objectif.

### Vignettage
En principe, seul le diaphragme devrait limiter les faisceaux lumineux formateurs d'image. L'objectif est un tube, dans lequel sont montées les lentilles, dont la limite fait obstacle au passage de la lumière. Si c'est le cas pour les coins de l'image, la luminosité y décroît très rapidement. Un obstacle situé dans le plan objet ou dans le plan image serait parfaitement net. Plus l'obstacle se trouve loin du centre optique, et plus le diaphragme est fermé, plus l’obstacle est net, donc la transition est rapide. Dans un zoom, le vignettage se produit aux focales les plus courtes ; quand le champ est étroit, aucun obstacle n'intercepte une partie du faisceau lumineux.
Pour réaliser un effet de vignette, comme dans les débuts du cinéma, on place un grand diaphragme à l'avant du pare-soleil, loin du centre optique.  Le pare-soleil permet d'éviter la diffusion des faisceaux lumineux qui ne servent pas à la formation de l'image à l'intérieur de l'objectif (flare). Si le pare-soleil est mal adapté à l'objectif, il peut créer du vignettage.
Le vignettage est considéré la plupart du temps comme gênant, sauf exploitation volontaire dans une démarche artistique.

## Origines

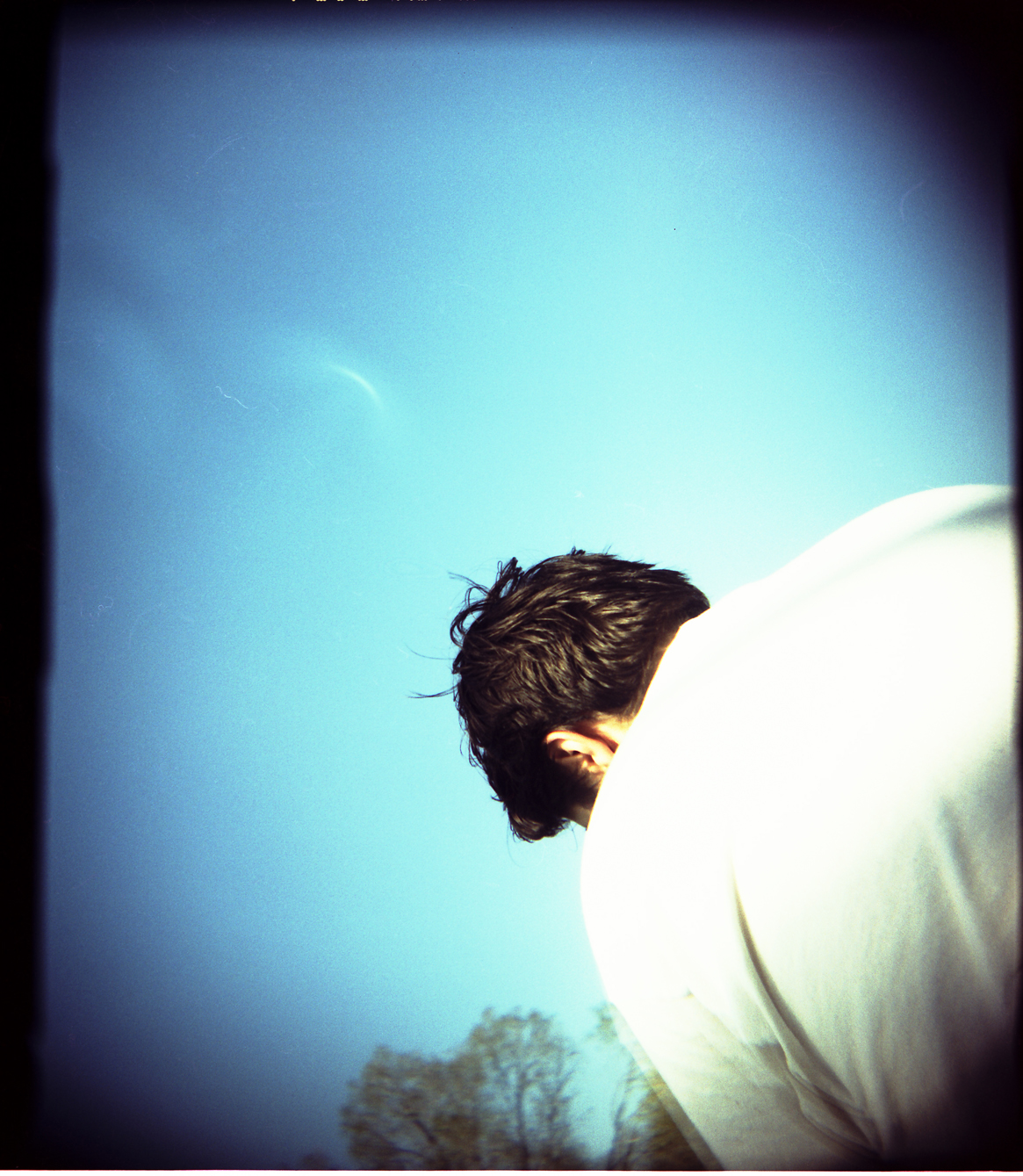
Photographie prise avec un Holga, présentant un fort vignettage.

L'origine du vignettage est souvent un pare-soleil mal adapté ou un filtre (ou empilement de filtres) trop épais qui entre dans le champ de prise de vue (exemple : un pare-soleil pour objectif de 85 mm utilisé avec un 35 ou un 28 mm) ; en fermant le diaphragme, on obtient une délimitation plus franche entre la zone obscurcie (souvent complètement noire).
Les constructeurs d'objectifs peuvent préférer offrir la possibilité d'une grande ouverture, même avec un assombrissement dans les coins. Également, un objectif inadapté, au cercle-image trop étroit, cause un fort affaiblissement à la périphérie. Par exemple :
- un objectif pour prise de vue numérique (prévu pour un capteur plus petit que 24 × 36 mm) utilisé sur un boîtier argentique,
- un objectif de chambre couvrant le 4 x 5 pouces utilisé sur une chambre 20 x 25 cm.

Fermer le diaphragme réduit l'assombrissement.

## Vignettage volontaire
On choisit parfois d'obscurcir volontairement les bords d'une image afin de créer un effet de vignette, pour attirer l'attention sur le centre de l'image . Ceci peut être réalisé par l'utilisation de filtres spécifiques ou de logiciels de retouche d'image, ou tout simplement en utilisant des appareils ou objectifs de mauvaise qualité (voir le Lomo LC-A ou surtout le Holga).

## Correction

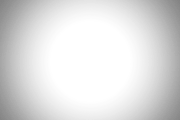

En argentique, il faut créer et utiliser des masques au tirage. Un obstacle dans le flux de l'agrandisseur assombrit la périphérie du négatif, ce qui équivaut à compenser l'exposition.
La photographie numérique permet un traitement automatisé du vignettage, à partir du « profil » de l'objectif utilisé. Le logiciel DXO permet de corriger automatiquement le vignettage et la distorsion à partir de la focale et de l'ouverture utilisées sur l'objectif au moment de la prise de vue.
Sinon, avec la plupart des logiciels de retouche photo, on peut créer une couche remplie avec un gradient circulaire du noir vers le blanc et l'utiliser soit en superposition et rétablir luminosité et contraste, soit en masque de réglage de la luminosité. Avec un peu de patience sur l'ajustement de la transparence et du mélange, en s'aidant de l'aperçu, on arrive à compenser.
En cas de vignettage non uniforme, ce masque peut également être créé à partir de l'image originale et d'une moyenne locale sur un grand nombre de pixels (exemple Paint Shop Pro : flou gaussien paramètre maximum). Il est également possible de composer un masque lié à l'objectif en photographiant une surface blanche uniforme et en utilisant la technique ci-dessus.
Malgré tout, du fait de la non-linéarité des différentes conversions effectuées, la compensation sera imparfaite mais le résultat sera néanmoins largement supérieur à l'original.